# Le Pharo

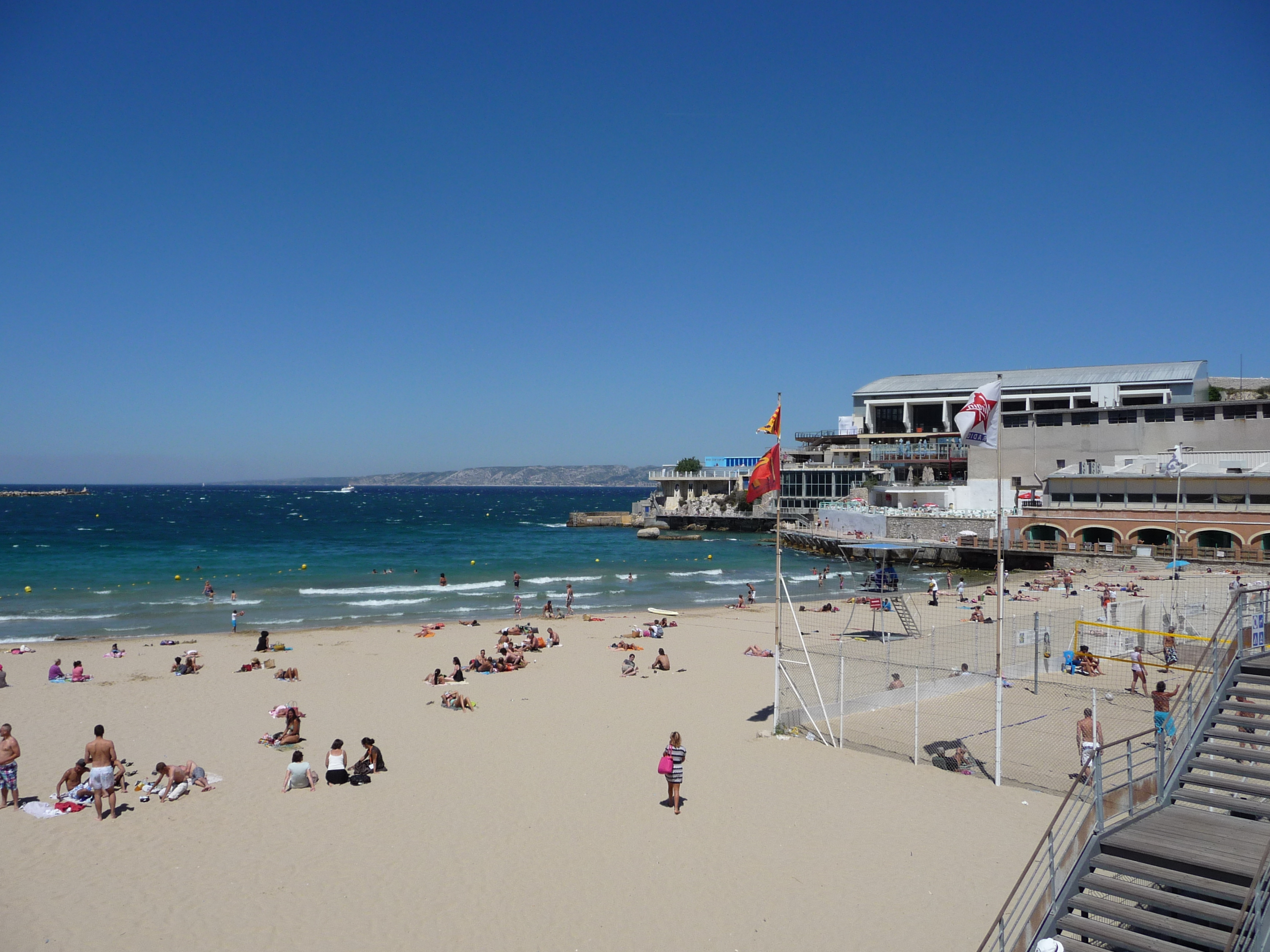
Plage des Catalans.

Le Pharo är en stadsdel och ett administrativt kvarter (quartier) i Marseilles 7:e arrondissement, beläget vid den södra sidan av inloppet till den gamla hamnen.
Stadsdelen är uppkallad efter den fyr som fanns vid inloppet till hamnen här (franska: phare, provensalska: faròt). Till stadsdelens främsta landmärken hör Pharopalatset, uppfört för Napoleon III:s kejsarinna Eugénie de Montijo 1858 på en klippa ovanför hamninloppet. Palatsets park är idag uppkallad efter mikrobiologen Émile Duclaux och är ett populärt utflyktsområde för Marseilleborna. I Pharo ligger även den gamla fästningen Fort Saint-Nicolas som vaktar hamninloppet och badstranden Plage des Catalans.